# Opius parvungulus
Opius parvungulus är en stekelart som beskrevs av Thomson 1895. Opius parvungulus ingår i släktet Opius, och familjen bracksteklar. Arten är reproducerande i Sverige.